# 第五次结集
第五次集结是佛教的一次集结，于公元1871年在缅甸曼德勒，在贡榜王朝敏东王的支持下举行。这次集结距第四次集结已经过去了1800年左右，此时，缅甸大部分处于英军的管理之下，敏东王希望可以通过这次集结保留缅甸的佛国特质。这次集结的主要目的是记诵上座部佛教的《巴利圣典》上记载的释迦牟尼的所有教义，并仔细检查其中是否有被改变、曲解或遗失。此次集结由三位年长的比丘主持，他们是：大伽罗伽罗万萨（英語：Mahathera Jagarabhivamsa），纳林达比丘伽罗（英語：Narindabhidhaja），和大伽罗苏曼加拉萨米（英語：Mahathera Sumangalasami）。有2400名僧侣参与其中。他们共同诵念佛法，持续了五个月零三天。這次集結的成果被譯爲緬文，傳播至缅甸全国。此次结集复查的巴利三藏内容，皆被刻于七百二十九块大理石上，藏于固都陶佛塔内。
由于第五次集结是缅甸单方面的行为，大多数其他佛教国家并未参与，缅甸以外的国家普遍不承认第五次集结。 有人认为，由于上座部佛教徒跨国举行的第六次集结获得了“第六次集结”的名称，这就隐含地承认了第五次集结的存在。尽管大多数其他国家没有参加第五次集结，且第五次集结的结果只限于缅甸版的《巴利圣典》，但在第四次集结和第六次集结之间，在锡兰和暹罗还举行了一些其他的集结，因此，参与国数可以通过这种方式来弥补。

## 另見
- 集结
  - 第一次集结
  - 第二次集结
  - 第三次集结
  - 第四次集结
  - 第六次集结（英语：Sixth Buddhist council）